# Liste der Monuments historiques in Châteauvieux-les-Fossés
Die Liste der Monuments historiques in Châteauvieux-les-Fossés führt die Monuments historiques in der französischen Gemeinde Châteauvieux-les-Fossés auf.

## Liste der Objekte
| Bezeichnung | Beschreibung | Standort                                      | Kennzeichnung | Schutzstatus | Datum | Bild |
| ----------- | --- | --------------------------------------------- | ------------- | ------------ | ----- | ---- |
| Hauptaltar  | Altartisch, Tabernakel, Retabel, zwei Skulpturen und zwei Gemälde; Eichenholz, teilweise farbig gefasst und vergoldet, Ölfarbe auf Leinwand, 17. Jahrhundert; ein Gemälde nach Hieronymus Wierix | in der Kapelle Notre-Dame-du-Haut-Ciel (Lage) | PM25001642    | Classé       | 1988  |      |